# 1945年のラジオ (日本)
1945年のラジオ (日本)では、1945年の日本のラジオ番組、その他ラジオ界の動向について記す。

## 主な番組関連の出来事
- 4月1日 - この日以降終戦まで、番組編成のバリエーションが大幅に縮減され、報道（ニュース）、ラジオ体操、音楽放送を除くほぼすべての番組が休止される[1]。
- 8月14日 - 昭和天皇、この日23時から皇居内で、SPレコード規格準拠の録音盤に「終戦の詔書」の朗読を収録。このことを知った陸軍の一部が録音盤の奪取をもくろんで皇居を占拠し、NHK東京放送会館へ乗り込んで抗戦を呼びかける声明の放送を要求するが、いずれも未遂に終わる（宮城事件）。
- 8月15日 - 正午、上述の「終戦の詔書」を全国および海外向け電波で放送（玉音放送）。
- 8月22日 - 1941年以来休止されていた天気予報が再開される[2]。
- 8月24日 - 朝霞に野営中の陸軍将校ら67人が川口・鳩ヶ谷放送所などを占拠。同日午前中、関東地方でラジオ放送の送受信が不能となる[3]。
- 9月 - 放送局自身によるニュースの自主取材が解禁される[2]。
- 9月4日 - 連合国軍最高司令官指令（SCAPIN）により、海外放送のうち外国語放送を停止。
- 9月10日 - 海外向け日本語放送が停止[2]。
- 11月16日～11月26日 - 大相撲秋場所を両国国技館（メモリアルホール）から中継（スポーツ実況中継復活）[2]。
- 12月31日 - NHK紅白歌合戦の源流となる『紅白音楽試合』放送。“合戦”の語でなかったのは封建的だとしてこの呼称が許されなかったため。

## 主なその他ラジオ関連の出来事
- 3月23日 - 沖縄放送局、空襲で被災し、演奏所焼失・放送機器破壊により放送機能停止。3日後の26日に閉鎖。
- 5月14日 - 名古屋中央放送局、空襲で被災し、局舎（演奏所等）焼失[2]。
- 7月 - 米軍放送「AFRS」が沖縄で放送開始。
- 8月6日 - 広島中央放送局、広島市への原子爆弾投下により上流川町（現：中区幟町）の局舎（演奏所等）壊滅。約40名の職員が犠牲となった。生き残った職員は送信アンテナのある原放送所（当時、安佐郡祇園町）に集合し、翌日から予備演奏所を使用してのローカル放送を再開。8月29日夕方より本回線が復旧し、全国放送のネット受けを本格的に再開。
- 8月9日 - 長崎放送局、長崎市への原子爆弾投下により局舎壊滅、放送局の機能停止。8月13日に放送再開。
- 8月23日 - 樺太の豊原放送局がソ連軍の命令により放送を停止（28日に接収）[2]。
- 8月24日
  - 1時頃より、松江騒擾事件が発生。2時40分頃松江放送局が、抗戦を呼びかける放送を要求する実行犯グループによって占拠されるも、未遂に終わり、全員が逮捕される。
  - 5時頃、川口放送所占拠事件が発生。東京中央放送局は6時から15時まで放送を停止[2]。
- 9月1日
  - 戦時下の電波管制により行われていた、軍管区別の群別同一周波数放送が取りやめられ、原則として戦前の周波数に戻る。また東京・大阪・名古屋のラジオ第2放送が放送を再開[4]。
  - NHKが仙台、熊本でラジオ第2放送を開始。
- 9月3日 - NHKが札幌でラジオ第2放送を開始。
- 9月5日 - この日より数週間かけ、米太平洋陸軍総司令部（GHQ/AFPAC ジー・エイチ・キュー・アフパック）がNHK東京放送会館を接収[5][6]。
- 9月10日
  - 「言論及ビ新聞ノ自由ニ関スル覚書」（SCAPIN-16）発令[5][6]。
  - NHKが広島でラジオ第2放送を開始。
- 9月13日 - 「放送措置ニ関スル覚書」発令[5]。
- 9月22日 - 「日本ニ与フル放送準則」（SCAPIN-43）、通称「ラジオコード」発令[6][7]。
- 9月23日 - 米軍放送「AFRS」が本土で放送開始[2]。東京放送会館の一部はAFRS東京局（コールサイン：WVTR）となる。NHK、AFRSに対する放送役務提供開始（1954年8月9日終了）。
- 10月2日 - 連合国軍最高司令官総司令部（GHQ/SCAP ジー・エイチ・キュー・スキャップ）が発足。東京放送会館内にGHQ部局として民間情報教育局（CIE）・民間検閲支隊（CCD）が置かれ、放送や番組制作の指導監督を担った[6]。

## 主な放送番組

### 開始番組

#### 1945年9月放送開始
日本放送協会第1放送
- 19日 
  - 建設の声[8]
  - 実用英語会話[8]
- 29日 - 街頭にて[8]

#### 1945年10月放送開始
日本放送協会第1放送
- 1日 - 療養の友[9]
- 3日 - 希望音楽会[10]
- 25日 - 農家へ送る夕[10]
- 28日 - 山から来た男[10]

#### 1945年11月放送開始
日本放送協会第1放送
- 21日 - 座談会[11]

日本放送協会第2放送
- 5日 - 国民常識講座[10]
- 5日 - 青少年学徒の時間[10]

#### 1945年12月放送開始
日本放送協会第1放送
- 1日 
  - 農事ニュース[11]
  - 名曲鑑賞[11]
- 7日 - 日響の時間[11]
- 9日 - 眞相はかうだ[11]
- 17日 - 戦争裁判報告[11]
- 31日 - 紅白音楽試合[11]

### 終了番組

#### 1945年1月放送終了
日本放送協会全国放送
- 15日 - 連続放送劇 宮本武蔵

## 再開番組
- 8月22日 - 天気予報